# محمدحسین رجبی دوانی
محمدحسین رجبی دوانی (زادهٔ ۱۴ تیر ۱۳۳۹ قم)؛ محقق تاریخ اسلام و رئیس بنیاد ایران‌شناسی از سال ۱۴۰۱ تا ۱۴۰۳ بوده‌است. تشابه نام سه برادر سبب شده برخی تصور کنند وی ریاست کتابخانه، موزه و مرکز اسناد مجلس را بر عهده داشته است.
وی تحصیلات ابتدایی را در قم و دوره دبیرستان را در تهران در سال ۱۳۵۰ طی کرد. رجبی دارای دکتری تاریخ و تمدن ملل اسلامی از دانشگاه تهران، عضو هیئت علمی دانشگاه جامع امام حسین و مدرس دوره تاریخ اسلام در مؤسسه نورالمجتبی است. رجبی دوانی به‌عنوان دانشیار دانشگاه امام حسین (ع) و رئیس بنیاد ایران‌شناسی، نقش مهمی در گسترش مطالعات تاریخی و فرهنگی ایفا کرده است.

## حضور در صدا و سیما
او در بسیاری از برنامه‌های صدا و سیمای جمهوری اسلامی ایران در زمینه تاریخ اسلام به عنوان کارشناس مذهبی حضور دارد.
در سال ۱۳۹۹ نیز به عنوان میهمان در فصل چهارم برنامه کتاب باز حضور داشت.

## آثار
آثار وی که به صورت کتاب چاپ و منتشر شده عبارت است از:
1. کوفه و نقش آن در قرون نخستین اسلامی چاپ سوم
2. تاریخ تحلیلی دوران امامت امیر المومنین علی
3. پشتیبانی نظامی در سپاه‌های صدر اسلام
4. طواف عشق: گزیده و بازنویسی لهوف سید ابن طاوس
5. مکتوبات و بیانات سیاسی و اجتماعی علمای شیعه
6. رسائل مشروطیت (در چهار جلد)
7. تجسم حماسه: درس گفتارهایی در شناخت هنرهای تجسمی انقلاب اسلامی
8. کامیابی‌ها و ناکامی‌ها
9. مقابر؛ (تحقیقی پیرامون مقابر انبیاء بنی اسرائیل در ایران به انضمام سایر مقابر موجود)[۸]
10. یاد سرمستان: ترجمه و تلخیص و بازنویسی مقتل حضرت امام حسین (ع) در کتاب الفتوح ابن اعثم کوفی[۹]

## مسئولیت‌ها
- هیئت علمی دانشگاه جامع امام حسین (ع)
- عضو هیئت تحریریه فصلنامه پژوهش‌های حفاظتی امنیتی
- دانشیار گروه تاریخ دانشگاه جامع امام حسین (ع)
- عضو هیئت امنای کتابخانه آستان قدس رضوی
- عضو هیئت امنای پژوهشگاه علوم انسانی و مطالعات فرهنگی
- عضو هیئت تحریریه فصلنامه تمدن‌پژوهی
- معاون اسبق پژوهشی دانشکده علوم اجتماعی و فرهنگی دانشگاه جامع امام حسین (ع)
- مسئول سابق مرکز مطالعات حدیث ولایت دانشگاه جامع امام حسین (ع)
- رئیس هیئت مدیره انتشارات «نشر بین‌الملل» وابسته به سازمان تبلیغات اسلامی
- عضو هیئت بنیاد علمی فرهنگی بوعلی سینا
- مشاور علمی در رسانه‌های ملی